# Saint-Léger-sur-Roanne
Saint-Léger-sur-Roanne ist eine französische Gemeinde mit 1.159 Einwohnern (Stand: 1. Januar 2022) im Département Loire in der Region Auvergne-Rhône-Alpes. Sie gehört zum Arrondissement Roanne und zum Kanton Roanne-2.

## Geographie
Die Gemeinde Saint-Léger-sur-Roanne liegt etwa sechs Kilometer westnordwestlich von Roanne am Fluss Renaison. Umgeben wird Saint-Léger-sur-Roanne von den Nachbargemeinden Saint-Romain-la-Motte im Norden (Berührungspunkt), Riorges im Osten und Südosten sowie Pouilly-les-Nonains im Südwesten, Westen und Nordwesten. Der größte Teil des Flugplatzes Roanne-Renaison liegt im Gemeindegebiet.

## Bevölkerungsentwicklung
| Jahr                       | 1962 | 1968 | 1975 | 1982 | 1990 | 1999 | 2006 | 2014 | 2022 |
| Einwohner                  | 535  | 578  | 712  | 859  | 947  | 943  | 1038 | 1119 | 1159 |
| Quellen: Cassini und INSEE |      |      |      |      |      |      |      |      |      |

## Sehenswürdigkeiten
- Kirche Saint-Léger
- Schloss Sévrac